# خبرگزاری لهستان
خبرگزاری لهستان (پاپ) یا آزانس خبری لهستان (انگلیسی: Polish Press Agency) (مخفف انگلیسی: PAP)، به عنوان خبرگزاری رسمی و چنان‌که خود می‌گوید بزرگ‌ترین منبع خبری کشور لهستان شناخته می‌شود.
تاریخچه تأسیس این خبرگزاری به ۱۹۱۸ بازمی‌گردد و همچون بسیاری دیگر از خبرگزاری‌های ملی در زمینه‌های پوشش اخبار و رخدادهای سیاسی، اقتصادی، اجتماعی و فرهنگی و بین‌المللی فعال است.
۲۵۰ خبرنگار و ۵۰ عکاس در دفتر مرکزی این خبرگزاری مشغول فعالیت هستند. علاوه بر دفتر مرکزی، این خبرگزاری ۲۲ شعبه دارد که مجموعاً ۵۰ خبرنگار در این شعبه‌ها مشغول فعالیت هستند.
آژانس خبری لهستان عضو اتحادیه خبرگزاری‌های کشورهایی اروپایی (EANA) است.